# Popillia hainanensis
Popillia hainanensis är en skalbaggsart som beskrevs av Lin 1988. Popillia hainanensis ingår i släktet Popillia och familjen Rutelidae. Inga underarter finns listade i Catalogue of Life.